# Кносос
Кносос (стгрч. Κνωσός [Knōsós]) је један од најзначајнијих археолошких локалитета бронзаног доба и највеће налазиште на грчком острву Криту. Претпоставља се да је био центар Минојске цивилизације и културе. Налази се 6 километара од Ираклиона, главног града Крита. Открио га је 1878. године Минос Калокеринос, али је најзначајнија ископавања водио Артур Еванс.
Величина, број и значај открића у Кнососу доказује да је ово био дворац једног од најзначајнијих и најмоћнијих владара на Криту. Грађевине покривају површину од 1 хектара, стотине просторија повезане су у велику целину. Сложеност архитектонског плана ову грађевину доводи у везу са легендарним Лавиринтом, који описују антички аутори.

## Легенда о краљу Миноју
Миној је био Зевсов и Европин син, краљ Крита и законодавац и судија у Подземљу. Живео је у херојско доба, а владао је три генерације пре почетка Тројанског рата. На његов захтев Посејдон је из морских дубина послао на Крит прелепог бика. Уместо да га жртвује Миној га је задржао. Из љубави Минојеве жене Пасифаје и бика рођен је Минотаур, кога је успео да победи Тезеј.
Минојева престоница био је Кносос, сваке девете године одлазио је у пећину Иду, где му је Зевс давао упутства како да влада. Имао је велику флоту и успоставио критску таласократију.
У старијем предању Миној је приказан као праведан и мудар краљ, познат по својој благости, а касније под утицајем грчке трагедије, представља се као тиранин и непријатељ Атињана.

## Историјат ископавања
За Крит и област недалеко од Ираклиона, као локалитет, први се заинтересовао немачки истраживач Хајнрих Шлиман. Шлиман је 1871. године недалеко од Дарданела у северозападној Турској, открио Троју. На на Пелопонезу је 1876. открио Микену и сматрао је да Крит има везу са микенском цивилизацијом.
Крајем 19. века Крит је био под под турском влашћу и археолошка ископавања нису била дозвољена. Артур Еванс, који је био присталица Шлимановог рада, претпоставио је да микенска култура води порекло са Крита. 1899. Крит је ослобођен Турака, а Еванс 1900. почиње са ископавањем које траје до 1931—1932. године. Већ у марту 1900. откривени су остаци палате у Кнососу.
Приликом свог истраживања у Кнососу Еванс је пронашао и велики број глинених плочица, помоћу којих је утврђен развој критског писма.

## Периодизација
Према легендарном краљу Миноју, Артур Еванс је извршио периодизацију минојске цивилизације:
- раноминојски период (2600 — 2200. п. н. е.)
- средњеминојски период (2200 — 1600. п. н. е.)
- касноминојски период (1600 — 1200. п. н. е.).

Хронолошке границе сваког периода је одредио према предметима из Египта и Месопотамије, које је пронашао приликом ископавања.

## Палата у Кнососу
Палата у Кнососу се сматра највећим и најсложенијим спомеником критске архитектуре, што је допринело томе да ову грађевину антички извори називају Лавиринтом.
Према легенди палату је саградио атински неимар Дедал, који је постао и њен први заточеник. Направивши крила успео је да побегне на Сицилију.
Палата у Кнососу, названа Миносова палата, покривала је велику површину и састојала се од много просторија, па је вероватно то разлог зашто је сачувана у грчкој легенди као Минотауров лавиринт.
Центар палате представљало је главно двориште. Преовлађује правоугаони план просторија, што је карактеристично за све критске грађевинске објекте. Стубови минојских палата су увек били дрвени. Иако нису сачувани, њихов карактеристични облик, глатко стабло које се сужава према доле и широк капител у облику јастука, познат је по представама на сликама и рељефима.
Собе су биле мале, таванице ниске, тако да ни они делови грађевине који су имали више спратова нису могли бити високи. На основу археолошких ископавања закључено је да владари-градитељи палата нису могли бити ратници.
Утврђења нису нађена нигде на Криту минојског доба, а војничке теме готово су непознате у минојској уметности.
Оставе радионице и писарнице у Кнососу указују на то да палата није била само краљевска резиденција, већ је служила и као средиште трговачке и административне делатности.
Градитељи ове палате добро су познавали архитектуру и савладавање простора и облика. Правоугаоне облике разбијали су колонадама, тремовима, двориштем или каменим степеништима.
Стубови су имали двоструку улогу: били су носач елемента, али су имали и декоративно цилиндрично тело.
Карактеристично је да се лукови и округли сводови не примењују.
Крићани су исушивали подземне воде и влагу на терену на коме су подигли палату. Такође су градили и водоводну мрежу од теракоте.
Престона сала, Сала за пријеме и Лабрис сала (сала двојне секире) биле су просторије за култне свечаности.

## Фреске
У критском зидном сликарству фреске су слободне у простору, површине пејзажа су широке, присутна је ведрина и хармонија. Технички поступак којим су рађене не разликује се много од начина рада током каснијих периода. Теме се могу поделити у неколико категорија: профане, сакралне, ритуалне, декоративне...
Фреска „Госпође у плавом“, откривена у женском делу палате у Кнососу, приказује женске ликове у тренутку забаве. По изгледу, оделу, накиту, претпоставља се да су представнице аристократије. Обучене су у широке звонасте сукње, стегнуте у струку, а груди су им обнажене. Ликови жена приказани су у пуном сјају лепоте и шарма. Слична је представа играчице насликане у краљичином мегарону.
Друга изузетна фреска налази се поред предворја сале двојне секире (лабрис сале), на којој је приказ делфина у јату малих риба. Сликар је представио и рељеф морског дна.
Једно од највећих достигнућа у критском сликарству представља профил девојке, назван „Мала Парижанка“. Остаци ове фреске откривени су у западном крилу палате. Очувани део фреске је само 0.25 m. На плавој основи лик је насликан белом бојом, одећа је од готово прозирне тканине. Очи су крупне, бадемасте, представљене „ан фас“. Усне су црвене, а коса црна са увојцима који падају на чело, врат и рамена.
У западном крилу палате налази се „Принц међу љиљанима“, редак пример на коме фигура знатно превазилази нормалну висину човека, висок је 2.20m. Приказан је у оштром профилу, са оком које је насликано као да гледа „ан фас“.

## Вазно сликарство
Развој вазног сликарства на Криту почиње у раној минојској епохи. Откриће лончарског вртла помогло је да се лакше изводе различити облици, а и бојена декорација се могла нанети са више нијанси и вештине. Витло је имало облик малог диска са пречником између 20 и 30 cm. Прављено је од теракоте и било је лако преносиво.
Могу се разликовати две стилске категорије ваза:
- Камарес вазе
- Вазе стила палата

Камарес вазе су добиле име по Камарес пећини у којој су откривене, недалеко од Фестоса.
Вазе палатног стила, понекад називане и вазе дворског стила, везују се за обнову палате у Кнососу, око 1550. године п. н. е. и за разлику од Камарес ваза, које су углавном везане за Фестос, вазе стила палата су по броју, разноврсности и лепоти облика и декорације, везане за Кносос.
Облици ових ваза су једноставнији него код Камарес ваза, али су обод отвора и врат јаче профилисани. Обогаћене су новим мотивима и колоритом. Јавља се марина и флорални стил, приказују се пламе, папирус, стилизовани облици, вегетативни орнамент, звездазде сасе, љиљани и шафранов цвет. Појављују се фигуре животиња и људи.